# Roccavignale
Roccavignale är en kommun i provinsen Savona i regionen Ligurien i Italien. Kommunen hade 761 invånare (2018).